# Rugops
Rugops – rodzaj teropoda z rodziny abelizaurów (Abelisauridae) żyjącego w późnej kredzie na terenie dzisiejszej Afryki. Został opisany w oparciu o czaszkę nieobejmującą tylno-bocznych fragmentów sklepienia oraz podniebienia (MNN IGU1), pochodzącą z datowanych na cenoman, około 95 mln lat, osadów formacji Echkar w Nigrze. Z holotypem połączone były skamieniałości zauropodów należących do rebbachizaurów i tytanozaurów, teropodów z grup: spinozaurów oraz karcharodontozaurów, a także krokodylomorfów należących do Baurusuchidae i Araripesuchidae.
Cechami charakterystycznymi rugopsa są niewielkie okna w sklepieniu czaszki pomiędzy kośćmi: przedczołową, czołową, zaoczodołową i łzową, co może być cechą młodych osobników oraz rząd siedmiu niewielkich wgłębień na spodniej stronie każdej z kości nosowych, obecnych też u Carnotaurus. Należąca prawdopodobnie do niedojrzałego osobnika, mierząca 31,5 cm długości czaszka wykazuje wiele cech typowych dla abelizaurów, lecz nie zaawansowanych, charakterystycznych dla późnokredowych Abelisauridae, co sugeruje, że Rugops jest bazalnym przedstawicielem tej grupy. Kość szczękowa rugopsa jest bardzo podobna do kości szczękowej odkrytej w późnokredowych osadach w Patagonii, co wskazuje na bliskie pokrewieństwo tych dwóch teropodów. Sugeruje to, iż Afryka i Ameryka Południowa około 95 mln lat temu wciąż pozostawały połączone. Zdaniem innych autorów cechy łączące obie kością są szeroko rozpowszechnione u abelizaurów.
Nazwa rodzajowa Rugops pochodzi od łacińskiego słowa ruga, oznaczającego „fałda”, oraz greckiego opsi („twarz”), zaś epitet gatunkowy gatunku typowego, primus, po łacinie oznacza „pierwszy” i odnosi się do znaczenia rugopsa jako jednego z najwcześniejszych abelizaurów mających pofałdowaną zewnętrzną powierzchnię kości czaszki.
Żył w okresie późnej kredy (ok. 95 mln lat temu) na terenach północnej Afryki. Jego szczątki znaleziono w Nigrze w 2004r. Rugops oznacza: zmarszczone oblicze/pomarszczona twarz. 
Długość ciała rugopsa szacuje się na około 6 metrów, a jego masę na 750 kilogramów.

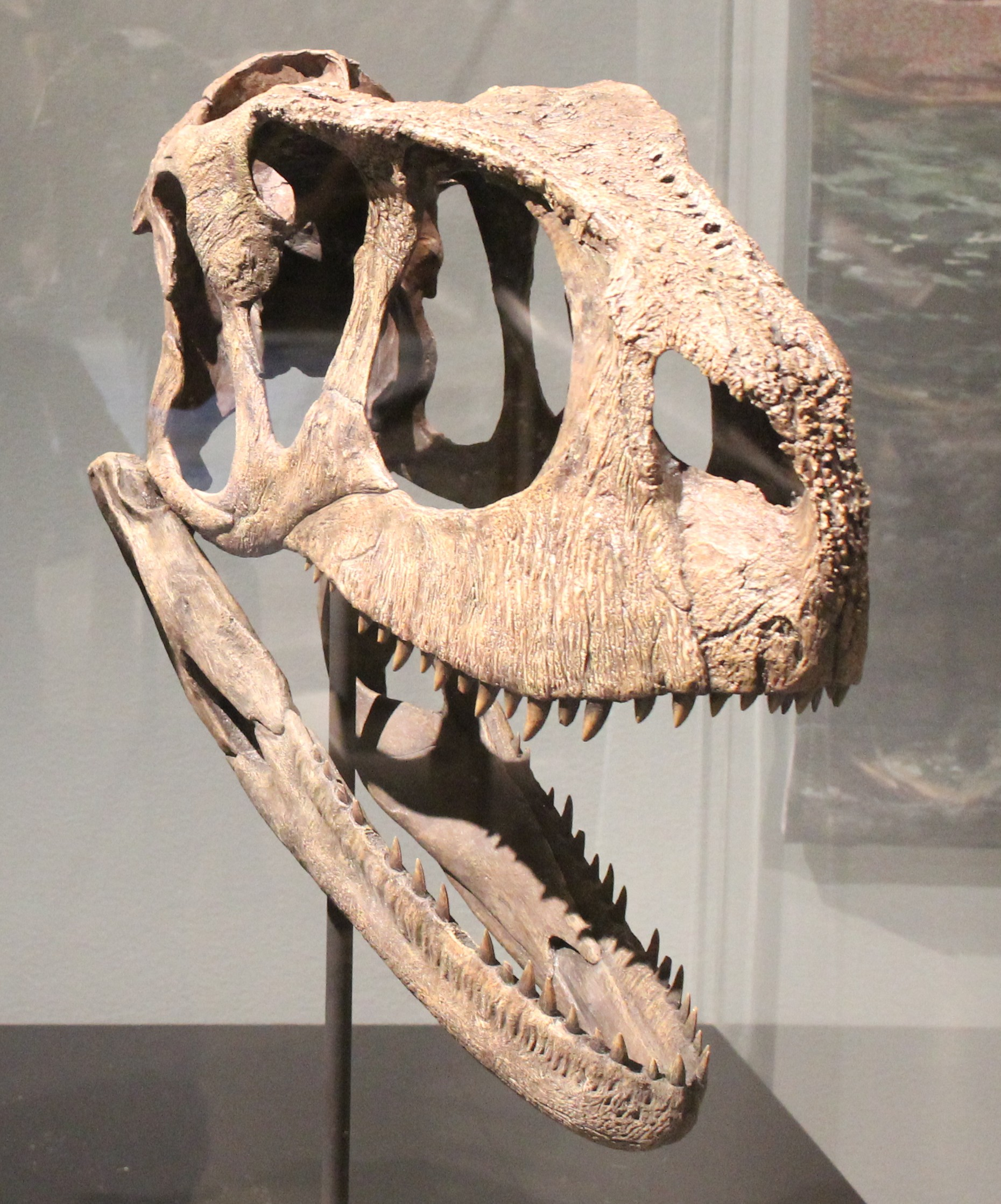
Szeroka i krótka czaszka rugopsa